# Poutrelles Delta de Sainte-Marie
Die Poutrelles Delta de Sainte-Marie (englisch St. Marie Poutrelles Delta) waren eine kanadische Eishockeymannschaft aus Sainte Marie, Québec. Das Team spielte in der Saison 2008/09 in der Ligue Nord-Américaine de Hockey.

## Geschichte
Die Mannschaft wurde 2003 gegründet und spielte in ihren ersten fünf Spielzeiten in der Ligue centrale de hockey senior AA du Québec. Anschließend wurde das Team für die Saison 2008/09 als neues Franchise in die professionelle Ligue Nord-Américaine de Hockey aufgenommen. Aus dieser musste sich der Club allerdings bereits nach 32 der 44 Spieltage aufgrund finanzieller Probleme zurückziehen. 
Im Anschluss an seine einzige LNAH-Spielzeit, in der es eine negative Bilanz von 13 Siegen bei 19 Niederlagen aufwies, wurde das Franchise aufgelöst.    

## Team-Rekorde (LNAH)

### Karriererekorde
Spiele: 31  Jesse Bélanger
Tore: 15  Jesse Bélanger,  Simon Nadeau
Assists: 28  Jesse Bélanger
Punkte: 43  Jesse Bélanger
Strafminuten: 141  Neil Posillico

## Bekannte Spieler
- Jesse Bélanger
- Maxime Ouellet
- Michel Picard